# Novyï Kalyniv
Novyï Kalyniv (en ukrainien : Новий Калинів) ou Novy Kalinov (en russe : Новый Калинов) est une ville de l'oblast de Lviv, en Ukraine. Sa population s'élevait à 4 190 habitants en 2019.

## Géographie
Novyï Kalyniv est située à 58 km au sud-ouest de Lviv.

## Histoire
Novyï Kalyniv est fondée au milieu du XXe siècle pour accueillir le personnel d'une base aérienne soviétique.
C'est en 1954 qu'une unité de transport aérien, à l'époque équipée de Li-2 (Douglas DC-3), est transférée de la base aérienne de Nijyn (oblast de Tchernihiv). À partir de 1955, cette unité est équipée d'hélicoptères, d'abord des Mi-4 et Mi-6, puis des Mi-8 Hip et enfin des Mi-26 Halo. À l'époque soviétique, un régiment d'attaque de Su-25 est également basé à Novyï Kaliniv. Les hélicoptères de cette unité ont participé aux opérations liées à la catastrophe de Tchernobyl, puis, dans les années 1990, à différentes opérations de maintien de la paix de l'ONU, notamment dans l'ex-Yougoslavie et en Afrique

## Population
Recensements (*) ou estimations de la population :
| 2001* | 2010  | 2011  | 2012  |
| ----- | ----- | ----- | ----- |
| 3 582 | 4 086 | 4 070 | 4 095 |

| 2013  | 2014  | 2015  | 2016  |
| ----- | ----- | ----- | ----- |
| 4 105 | 4 123 | 4 163 | 4 155 |

| 2017  | 2018  | 2019  | 2020 |
| ----- | ----- | ----- | ---- |
| 4 188 | 4 157 | 4 190 | -    |